# روضات الجنان و جنات الجنان
روضات الجنان و جنات الجنان کتابی از حافظ حسین کربلائی است.

## تصحیح
این کتاب با تصحیح جعفر سلطان القرائی در سال ۱۳۴۹ منتشر و برندهٔ جایزه کتاب سال سلطنتی شد.